# Mia Julia Brückner

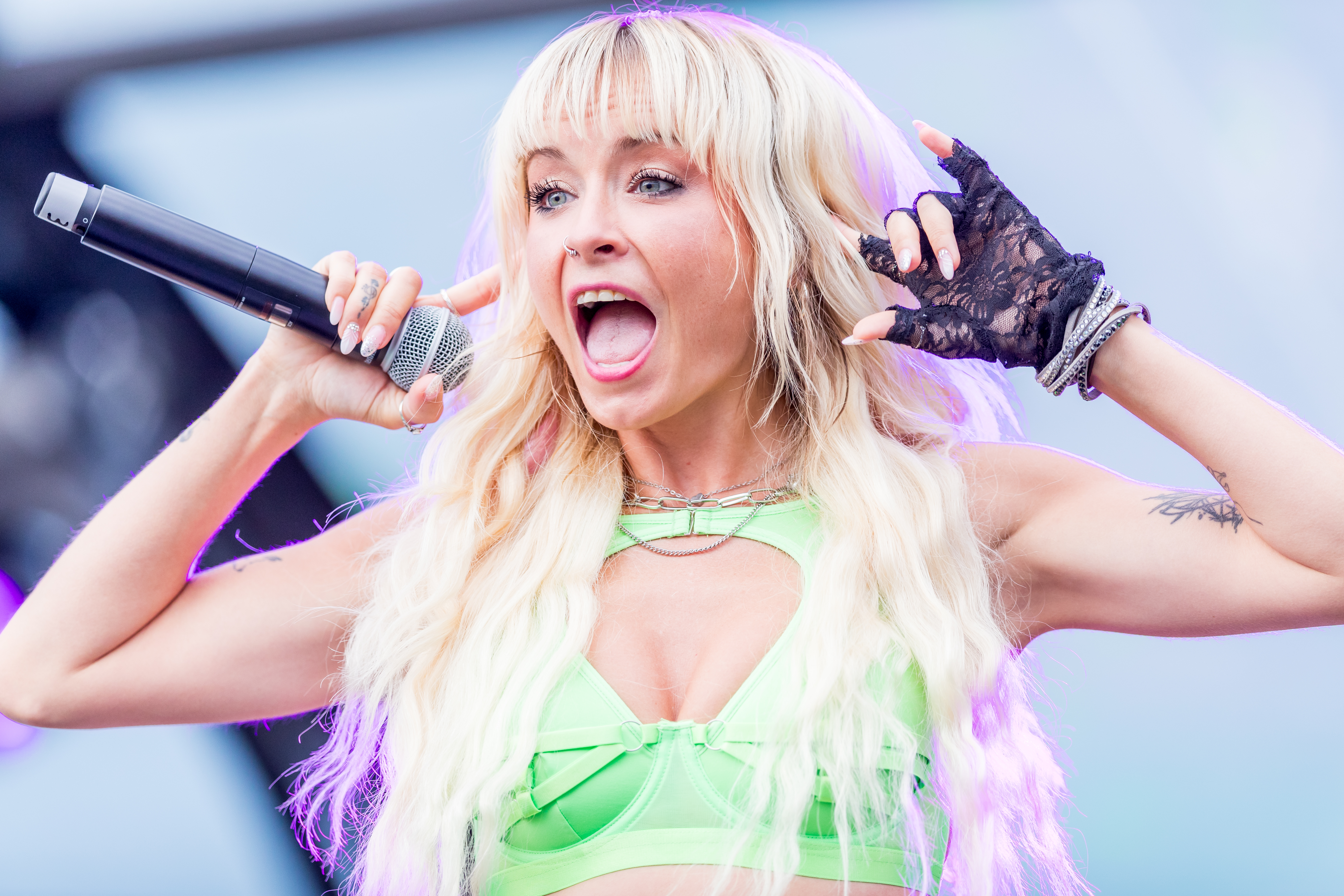
Mia Julia Brückner (2023)

Mia Julia Brückner (* 9. Dezember 1986 in München) ist eine deutsche Partyschlagersängerin und Pornodarstellerin. Im Frühjahr 2010 erhielt sie einen Vertrag als Exklusivdarstellerin und Aushängeschild von Magmafilm, für den sie den Künstlernamen Mia Magma annahm. 
Nach dem vorläufigen Ende ihrer Porno-Karriere etablierte sie sich ab 2013 als Stimmungssängerin Mia Julia auf Mallorca. 

## Leben und Karriere

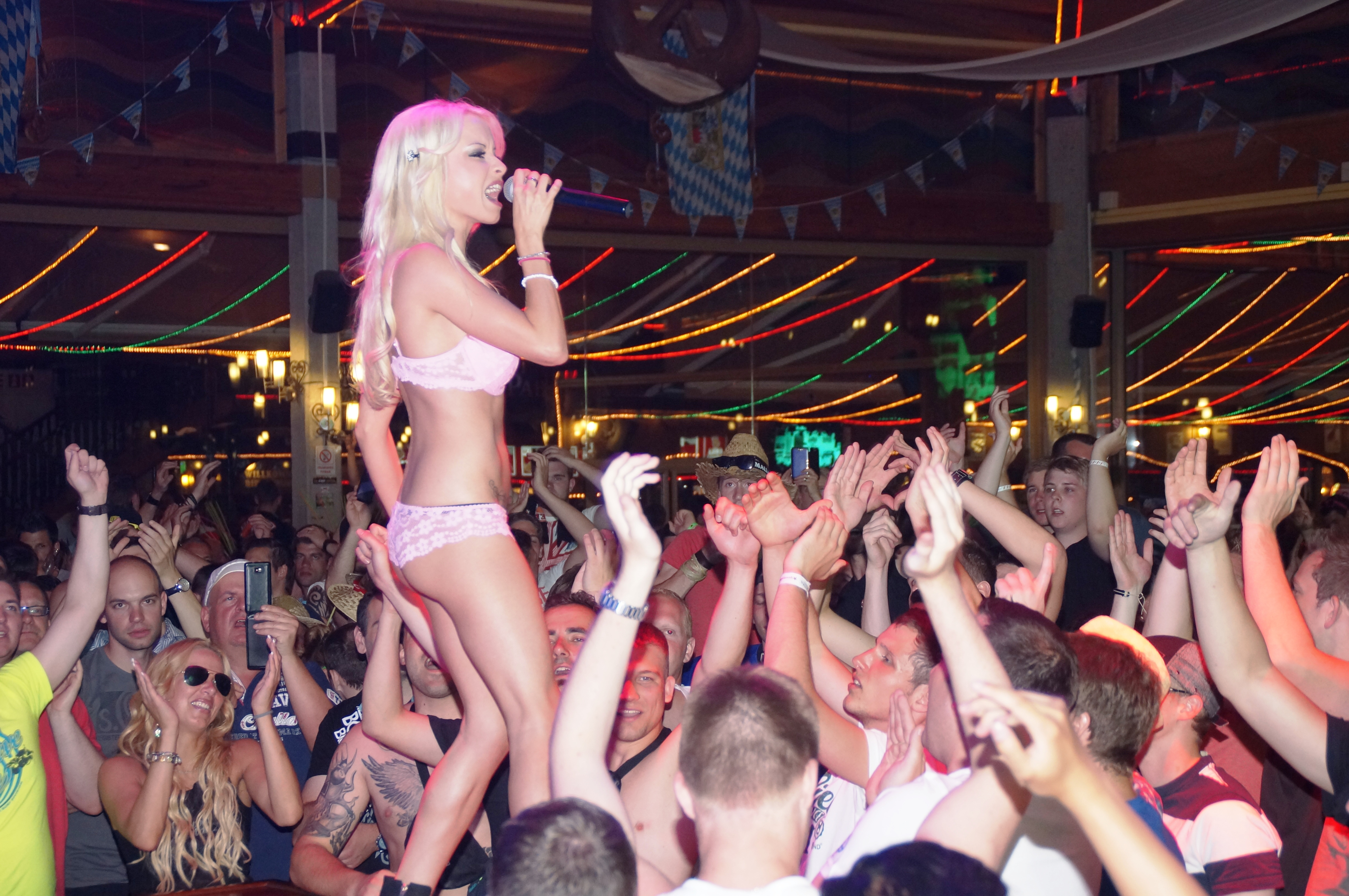
Auftritt im Bierkönig (2013)

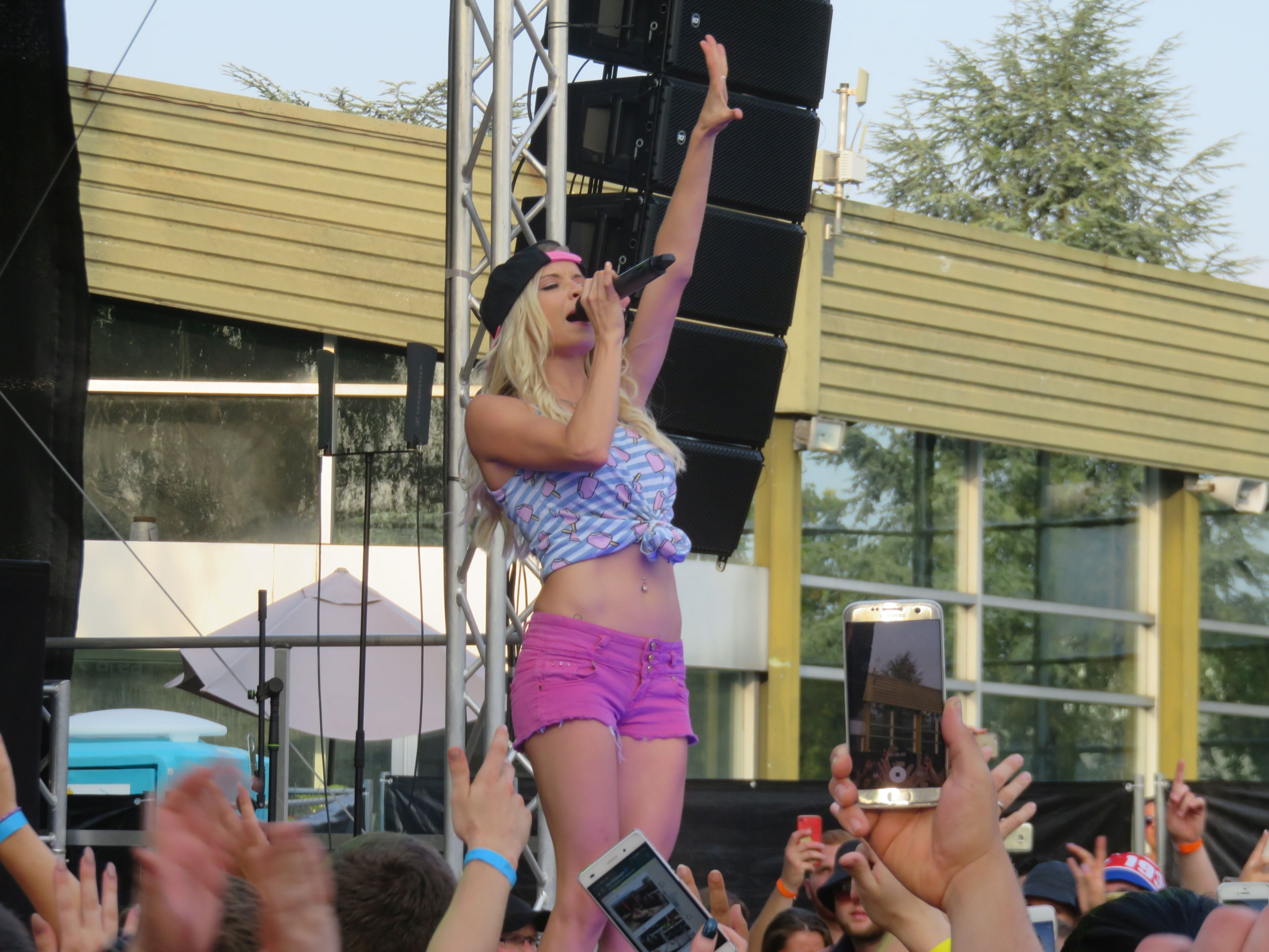
Auf der Mallorca Invasion in den Biedensand-Bädern in Lampertheim (2017)

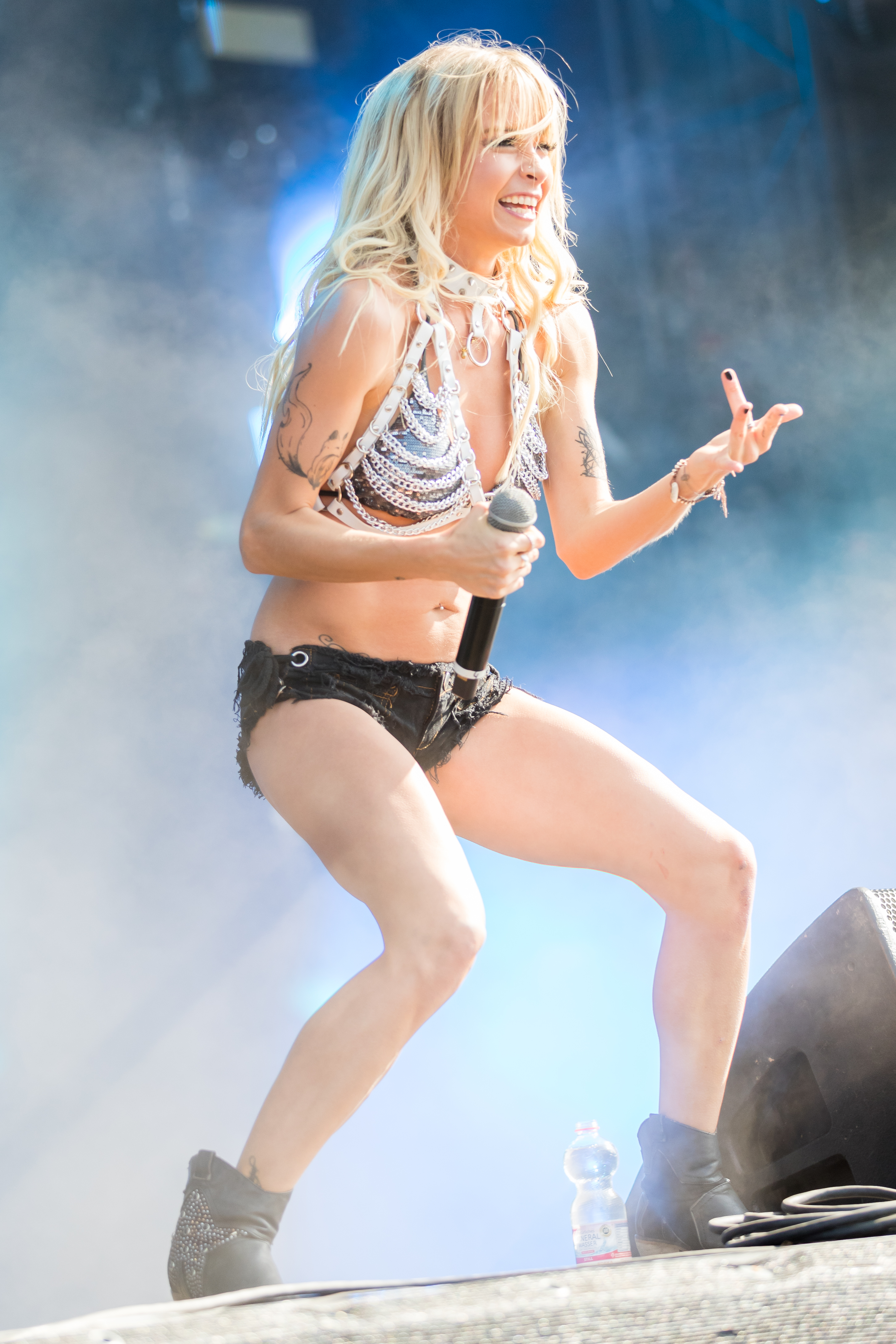
Mia Julia bei einem Auftritt (2019)

Brückner wuchs mit einem jüngeren Bruder und einer älteren Schwester in Moorenweis auf. Nach einer  Ausbildung zur Friseurin arbeitete sie in diesem Beruf fünf Jahre. Ab 2009 betrieb sie mit ihrem Ehemann Peter Brückner (Heirat 2009) in Gilching eine Kneipe. In einem Swingerclub kam sie mit der Pornodarstellerin Wanita Tan in Kontakt und begann Anfang 2010 selbst, für zwei Jahre als Pornodarstellerin zu arbeiten. Im November 2010 war sie in einem Bericht des WDR-Frauenmagazins Frau tv zu sehen. In einem Voting der Bild wurde sie Ende Dezember 2010 zusammen mit Lena Nitro zu einem der besten neuen Pornostars Deutschlands gewählt. Sie war 2010 im Bericht Eppert sucht den Pornostar bei ZDFneo zu sehen.
Seitdem hat Brückner diverse Fernseh- und Messeauftritte absolviert und war auf Titelbildern von Magazinen abgebildet. Für die Rapgruppe K.I.Z spielte sie im Musikvideo Fremdgehen mit. Im Herbst 2012 teilte sie mit, sich aus der Porno-Branche zurückzuziehen und sich fortan ihrer Karriere im Musik- und Entertainment-Bereich unter dem Pseudonym Mia Miya zu widmen.
Seit 2013 tritt Brückner unter dem Künstlernamen Mia Julia als Partyschlagersängerin auf. Zahlreiche ihrer Songs  stammen vom Duo Xtreme Sound. 2013 stand sie für Exklusiv – Die Reportage in Die Heißesten Profi-Tipps fürs Schlafzimmer und in  Vom Poppstar zum Popstar vor der Kamera (RTL II). 
In der deutschsprachigen Ausgabe des Penthouse-Magazins war sie unter den Namen Mia Magma und Mia Julia Brückner im Oktober/November 2012 Covergirl und im Dezember 2013/Januar 2014 Pet des Monats. Vom 13. August 2014 bis zum 26. August 2014 nahm sie an  Promi Big Brother: Das Experiment teil und verließ das Haus als Achtplatzierte. 2015 nahm sie zusammen mit Melanie Müller und Micaela Schäfer am Nacktrodeln in Belantis teil. In der deutschsprachigen Ausgabe von Penthouse im Oktober/November 2015 wurde sie zum dritten Mal auf dem Cover und mit einer Fotostrecke im Heft gezeigt. Mit Micaela Schäfer war sie 2015 Gesicht der Erotik-Messe Venus Berlin. Auch 2016 trat sie neben Micaela Schäfer, Sarah Joelle Jahnel und Lexy Roxx als Werbeträgerin für die Erotikmesse Venus Berlin in Erscheinung. Im selben Jahr gab sie außerdem ihr erstes Solo-Konzert als Party-Schlagersängerin im Delta Musik Park Essen. Im Jahr 2018 ließ sie verlauten, dass die Plattenfirma Summerfield Records sie nicht aus dem Vertrag aussteigen lassen möchte.
Zusammen mit Frenzy Blitz veröffentlichte Brückner im September 2020 als Duo SchoKKverliebt das Album Porno!, das Platz 33 der deutschen Albencharts erreichte. Über das Portal Onlyfans veröffentlicht Brückner seit Ende 2020 wieder regelmäßig selbstgedrehte Pornos. Im Frühjahr 2022 stand sie als Kapitän und Zombie im Electric-Callboy-Musik-Video Hurrikane vor der Kamera.

## Sonstiges
2023 machte Brückner ihr Tourette-Syndrom und ihre Depressionen öffentlich.

## Filmografie
- 2010: Analsex for Lovers
- 2010: Das Sennenlutschi
- 2010: Der ultimative Blowjob
- 2010: Moli trifft... 2
- 2010: Pure Lust
- 2011: Das Tagebuch der Mia Magma
- 2011: White Dreams – Beautiful Desires
- 2011: White Dreams – Girls like us
- 2011: White Dreams – Sweet Surrender
- 2011: Mia Magma’s Sex-Blog
- 2011: Mia’s Traumfick
- 2012: Sexy Surferinnen – Girlfriends on Tour
- 2012: Mia’s Traumurlaub auf Mallorca
- 2012: Sexy Snow Bunnies – Girlfriends on Tour 2
- 2012: Sexy Skipperinnen – Girlfriends on Tour 3
- 2020: Xpervo Mia Julia Sloppy Blowjob[21]
- 2020: Superprivatx Behind the Scenes X[22]
- 2020: Superprivate Mia Julia Anal[23]
- 2021: Superprivate X Mia Julia on Her Limit[24]

## Fernsehshows
- 2014: Promi Big Brother
- 2014: Promi Big Brother – Late Night LIVE
- 2016, 2021: Promi Big Brother – Die Late Night Show

## Auszeichnungen
- 2010: Erotixxx Award: Best German Newcomer
- 2011: Erotic Lounge Award: Beste Darstellerin[25]
- 2016: Ballermann-Award

## Diskografie

### Studioalben
- 2015: Frech, laut, sexy!
- 2017: Geile Zeit
- 2020: Mitten in Mia
- 2023: Schlechte Manieren

### Singles
- 2012: Der Berg kommt
- 2013: Oh Baby (basierend auf dem Song Heaven Is a Place on Earth) (DE: Gold)
- 2014: Hey Mr. DJ
- 2014: Auf die Liebe
- 2014: Wir retten die Welt
- 2014: Scheiß auf Schickimicki – Stefan Stürmer & Mia Julia (DE: Gold)
- 2015: Mallorca (da bin ich daheim) – feat. DJ Mico (DE: Gold)
- 2015: Danke
- 2015: Nackt is geil
- 2016: Schnaxeln (Das Duett) – Lorenz Büffel & Mia Julia
- 2016: In den Bergen (da bin ich daheim) – feat. DJ Mico
- 2016: Wir sind Mallorca – Mia Julia & Ikke Hüftgold
- 2016: Wir sind der Ballermann – Mia Julia & Ikke Hüftgold
- 2016: Wir sind der Bierkönig – Mia Julia & Ikke Hüftgold
- 2016: Wir sind die Geilsten
- 2017: Dorfkind (Mallorcastyle-Mix) – Mia Julia feat. Dorfrocker
- 2017: Endlich wieder Malle
- 2017: M.I.A. meine Gang (Cover von Manian - Ravers in the UK)
- 2017: Ein goldener Stern – Mia Julia & Lorenz Büffel
- 2018: Der Beat Zum Springen (Komodo) – Mia Julia feat. DJ Biene
- 2018: Nr. 1
- 2019: Wir sind wir (Mallorcastyle) – Frenzy Blitz feat. Mia Julia
- 2019: Weck mich nicht auf
- 2020: Weihnachten daheim
- 2020: Kein Bock
- 2020: Wir lassen unsere Herzen in die Luft fliegen
- 2020: Weil sie für immer ist
- 2021: Ich f*cke gern – Mia Julia
- 2021: Scheiss auf Zuhause – Specktakel & Mia Julia
- 2021: Ich bleib hier! – Mia Julia & Mütze Katze
- 2021: Alles nur geklaut – Mia Julia, Specktakel, Sabbotage, Frenzy, Jay Ventura
- 2021: Mama Platz – Talstrasse 3–5 & Mia Julia
- 2021: Freitag, Samstag, Dicht – Mia Julia
- 2022: Wir eskalieren – Finch ft. Mia Julia
- 2022: Malle Beste Leben – Mia Julia
- 2022: Der Zug hat keine Bremse (Mallorcastyle) – Mia Julia & Lorenz Büffel & Malle Anja
- 2023: Peter Pan - Mia Julia x Julian Sommer
- 2023: Kopfkino - Mia Julia x Dorfrocker
- 2023: Mallorca mein Zuhause - Mia Julia x Rumbombe x Skatschie
- 2023: Wir heben ab
- 2023: Rum Cola Korn Kabänes - Mia Julia & Malle Anja
- 2023: Wenn ich du wär – Mia Julia & Die Atzen
- 2023: Bring mich nach Hause
- 2023: Mallelelele - Rumbombe Feat. Mia Julia
- 2023: Blockflötenunterricht - HBz x Mia Julia x Pottsau
- 2023: Heute Nacht - Saltatio Mortis, Mia Julia
- 2023: Ich hab's geliebt
- 2024: Malle Bereit
- 2024: Ruf den Doc (Inselfieber) - Julian Sommer x Mia Julia x Frenzy
- 2024: Wenn die Sonne scheint - Emanuel Bento, Mia Julia
- 2024: Respektlos
- 2025: Herzblatt (aua aua) - mit Tream
- 2025: Partyradikal - mit Noisetime und STEVIO
- 2025: WOW! - mit Marc Eggers

## Auszeichnungen für Musikverkäufe
Anmerkung: Auszeichnungen in Ländern aus den Charttabellen bzw. Chartboxen sind in ebendiesen zu finden.
| Land/RegionAuszeichnungen für Musikverkäufe (Land/Region, Auszeichnungen, Verkäufe, Quellen) | Gold     | Platin | Verkäufe  | Quellen           |
| -------------------------------------------------------------------------------------------- | -------- | ------ | --------- | ----------------- |
| Deutschland (BVMI)                                                                           | 5× Gold5 | —      | 1.150.000 | musikindustrie.de |
| Österreich (IFPI)                                                                            | Gold1    | —      | 15.000    | ifpi.at           |
| Insgesamt                                                                                    | 6× Gold6 | —      |           |                   |